# Clytia malayense
Clytia malayense is een hydroïdpoliep uit de familie Campanulariidae. De poliep komt uit het geslacht Clytia. Clytia malayense werd in 1961 voor het eerst wetenschappelijk beschreven door Kramp. 